# Dietmar Ernst Aichele
Dietmar Ernst Aichele (1928 -  ) é um botânico alemão .

## Trabalhos publicados
- Was blüht denn da?